# 提婆達多
提婆達多（梵語、巴利語：देवदत्‍त，Devadatta），一譯提婆達兜、地婆達兜、諦婆達兜、調婆達兜，法顯略譯作調達；Deva即提婆，意為天神；Datta意為授予、賜予，故義譯為天授， 提婆達多是親人向上天祈禱才生下的，所以取名為「提婆達多」，為阿難的兄長，釋迦牟尼佛的堂兄弟。提婆达多曾經加入釋迦佛的僧團，但是後來因為意見不合與權力鬥爭，另外成立教派。提婆达多死後，其教派並没有因为他死亡而解散，東晉法顯、唐代玄奘遊歷天竺時，还曾看过此派活动。法顯、玄奘记载提婆达多派只供奉过去三佛，独不奉释迦文佛（釋迦牟尼）。
提婆達多在原始佛教中犯下五逆重罪，破和合僧，背叛佛教，設計謀害釋迦佛，是極為負面的人物。《增壹阿含經》記載提婆達多在地獄中「身體苦痛如斯」。大乘佛教的《妙法蓮華經》中，則紀錄提婆達多亦被釋迦佛授記，將來成佛。有些佛教典籍說，其實提婆達多是來示現作反派角色，讓眾生體悟作五逆罪者會墮落地獄。在《大方便佛報恩經》中說過去諸佛皆有提婆達多，而提婆達多在阿鼻地獄中「如比丘入三禪樂」。

## 生平

### 出身

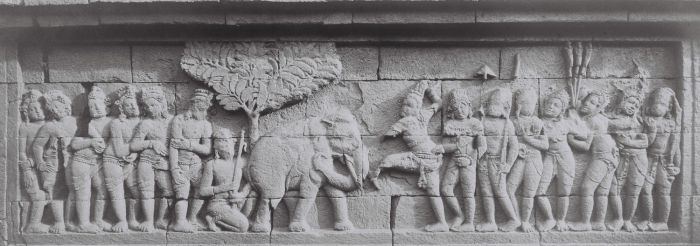
提婆達多怒殺獻給悉達多的寶象

提婆達多出身剎帝利釋迦族，祖父為師子頰王，師子頰王有淨飯王、白飯王、斛飯王、甘露飯王四子。提婆達多之父為甘露飯王，但不同經典則有異說。
提婆達多為釋迦牟尼佛侍者阿難之兄長。提婆達多是釋迦牟尼佛的堂兄，一說堂弟。
佛典載其“四月七日食時生，身長一丈五尺四寸”、“大姓出家，聰明，有大神力，顏貌端正”。

### 出家
釋迦牟尼成佛後，返回故國迦毗羅衛城，向宗室說法，淨飯王鼓勵臣民出家追隨佛陀，有釋迦族五百人出家，其中有拔提王、阿難、阿那律陀、優婆離，以及提婆達多等人。
《十誦律》中記載提婆達多：“出家做比丘，十二年中善心修行：讀經、誦經、問疑、受法、坐禪。爾時佛所說法，悉皆受持。”《出曜經》中則言其：“十二年中，坐禪入定，心不移易，誦佛經六萬”。由此可見其廣學博文，精進難得。《西域记》一書记有“大石室，提婆达多于此入定”。他弘化王舍城時，受到摩竭陀国王子阿阇世的尊敬，“阿阇世日日将从五百乘车，朝暮问讯提婆达多，并供养五百釜饮食”。等到佛陀沿恒河回到王舍城，不久就爆發提婆達多“破僧”事件。

### 提婆達多的惡行

#### 破僧
提婆達多以其聰明、口才、博學、禪定、苦行，在摩揭陀國弘法時，以種種神通，深受王子阿闍世的禮敬，在王舍城一帶受到僧俗二眾崇仰，自認與佛陀同「姓瞿曇生釋家」。因而提婆達多乃以佛陀「為諸四眾，教授勞倦 」為由，向佛「索眾」。要求「令僧屬我，我當將導」，佛陀則以舍利弗智慧第一，目犍連神通第一，都未交託統攝教授眾僧之責，何況提婆達多如此的「噉唾癡人 」。遂令提婆達多心生嫌恨，而提婆達多所理解教義，也與舍利弗、目犍連不同。提婆達多弟子瞿迦梨、迦留盧提舍等則時常謗毀佛陀兩大脅侍 。
阿闍世篡奪父王頻婆娑羅之位後，提婆達多更受王家利養恭敬，地位聲勢益加尊隆。因名聞利養之故，刻意於苦行更加精嚴，而我慢愈熾，更加企求統攝僧眾的權力 。
釋迦牟尼佛規定：「從我出家之弟子，不分種姓，一律平等。」然而佛為釋迦族太子，部分釋迦族的比丘則不免自覺優越，以為佛滅後，當由釋迦族比丘統攝僧團。提婆達多四伴黨三聞達多、騫荼達婆、瞿迦梨、迦留盧提舍等皆出身釋迦族；而擁護堤婆達多的“六群比丘”也都以出身釋迦族，或與佛陀關係密切，而自覺優越，不願接受十方比丘攝化教誡。而這種心態顯與佛法不合。

#### 提婆達多五法
提婆達多宣揚五項苦行規定，這五項規定不被釋迦牟尼佛所接受，後世稱為提婆達多五法、天授五法或調達五事。
關於這五項規定的內容，各經典的說法有些許不同。 
- 南傳上座部佛教律藏：

1. 「盡形壽應為住蘭若者。至村落者罪。」
2. 「盡形壽應為乞食者。受請食者罪。」
3. 「盡形壽應著糞掃衣者，受居士衣者罪。」
4. 「盡形壽應為樹下住者。住屋者罪。」
5. 「盡形壽應不食魚肉。食魚肉者罪。」盡形壽的意思 就是一生

- 《四分律》卷4：1.盡形壽乞食，2.盡形壽著糞掃衣，3.盡形壽露坐，4.5.盡形壽不食酥、鹽、魚與肉。
- 《五分律》卷25：1.不食鹽，2.不食酥乳，3.不食魚肉，4.乞食，5.春夏八月日露坐、冬四月日坐於草庵。
- 《十誦律》卷4：1.盡形壽受著衲衣，2.盡形壽受乞食法，3.盡形壽受一食法，4.盡形壽受露地坐法，5.盡形壽受斷肉法。
- 《根本說一切有部毗奈耶破僧事》卷10：1.不食乳酪，2.不食魚肉，3.不食鹽，4.衣服長績，5.住在村中、不住阿蘭若[15]。
- 《大毗婆沙論》：「云何五法？一者盡壽著糞掃衣，二者盡壽常乞食，三者盡壽唯一坐食，四者盡壽常居迴露，五者盡壽不食一切魚肉血昧鹽蘇乳等。」

共通的點為
1. 不吃肉不吃魚，遵守頭陀苦行，乞食（化緣），在森林空地中禪坐修行，遠離人群，不居住在房屋中。

#### 另立僧團
佛教律藏（按《十誦律》之說）稱提婆達多以此五法行籌表決，有四伴黨及五百初學比丘依循他，於伽耶山住下，另立僧伽，又推行不符合佛陀教法律制的各種非法非律，於「界內別行僧事」，於是破僧。根據說一切有部律藏的說法，由於舍利弗、目犍連的開導，最後只餘瞿迦梨等四伴黨留下，提婆達多則因五逆重罪墮入地獄。
印順法師認為提婆達多的破僧，衍生了釋迦族比丘與十方比丘不和，一直延續到七百結集的時代，是後來佛教分化的一大因素。

#### 害佛惡行
依南傳、北傳佛典記載，提婆達多索眾不成，舍利弗、目犍連帶領五百比丘返回佛所。提婆達多後心懷嫌恨，誓報此怨，慫恿阿闍世王子禁錮其父，自立為王。遂有刺客殺佛、推石壓佛、狂象害佛、爪毒傷佛、拋車擊佛等害佛惡行。並因阿闍世王日漸疏遠，斥責、毆打蓮華色比丘尼致死。而往昔宿世與佛結怨，誓言生生世世為佛伴友，壞佛亂佛，有爭女、漁師兒、共命鳥、金色鹿等本生因緣。

### 與富蘭那·迦葉的相識
提婆達多失手殺害蓮華色比丘尼後，心中甚憂，以手支颊，退在一边，愁思而坐。此情此景被六師外道之一的富蘭那·迦葉看到，並加以誘導，告訴提婆達多無善惡業報，到此提婆達多一切的善根皆斷絕。

## 佛教經典中的形象

### 部派佛教
《增一阿含經》卷四十七記載，提婆達多身陷地獄，佛為阿難說提婆達多未來生處，因提婆達多命終之時，受地火所燒，生懺悔心，「經歷一賢劫，當生四天王上，復輾轉生三十三天、焰天、兜率天、化自在天、他化自在天，六十劫中，不復墮三惡道，往來天人中，最後受身，剃除鬚髮，著三法衣」，後成「辟支佛」。名曰南無。
《根本說一切有部破僧事》則記載：提婆達多造三無間業，遭受無間地獄火燃炙，痛苦不堪。阿難見其受苦，心生悲愍，要提婆達多以至誠皈依世尊。提婆達多深心慇重，口自唱言：「今日我身乃至徹骨，於薄伽畔，至心歸伏。」隨後即墮無間地獄中。世尊告諸比丘：「提婆達多善根已續，於一大劫生於無隙大地獄中。其罪畢以後，得人身。輾轉修習，終得證悟缽剌底迦佛陀，名為具骨。」

### 大乘佛教
《妙法蓮華經‧提婆達多品第十二》則記錄佛告諸菩薩及天人四眾「我念過去劫，為求大法故，雖作世國王，不貪五欲樂。椎鐘告四方：誰有大法者，若為我解說，身當為奴僕。」而有阿私仙人為其宣講妙法華經。而因此阿私仙人即為提婆達多，以其多善知識，成就佛陀“波羅密、慈悲喜捨、三十二相、八十種好，紫磨金色，十力、四無所畏、四攝法、十八不共神通道力，成等正覺。”
因此佛陀為其授記，預言“提婆達多卻後過無量劫，當得成佛，號曰天王如來，應供、正遍知、明行足、善逝、世間解、無上士、調御丈夫、天人師、佛、世尊。世界名天道。時天王佛住世二十中劫，廣為眾生說於妙法，恆河沙眾生得阿羅漢果，無量眾生發緣覺心，恆河沙眾生發無上道心，得無生忍至不退轉。”
《大方等大集月藏经》本事品第四記載，于过去世第三十一劫毗舍浮如来時，有一婆羅門弗沙耶若精進修行，應誓而千年之中不坐不卧七日七夜限食一揣，感化了其弟八人修行。弗沙耶若就是釋迦牟尼佛的過去生。弟八人中，二人但乐离欲化众生，故修六波罗蜜而得无碍智，就是後來的弥勒與維摩诘。餘六人以欲心修行，喜好障碍他人，就是後來的罗睺罗阿修罗王、毗摩质多罗阿修罗王、波罗陀阿修罗王、婆稚毗卢遮那阿修罗王、波旬、提婆达多。        在［佛说兴起行经卷下地婆达兜掷石缘经第七］佛陀開示與提婆達多結怨的原因
闻如是。一时佛在阿耨大泉。与大比丘众五百人俱。皆是阿罗汉。六通神足。唯除一比丘。阿难也。是时佛告舍利弗。往昔过去世。于罗阅只城。有长者名曰须檀。大富多饶。财宝象马七珍。僮仆侍使。产业备足。子名须摩提。其父须檀。奄然命终。须摩提有异母弟。名修耶舍。摩提心念。我当云何设计不与修耶舍分。须摩提复念。唯当杀之。乃得不与耳。须摩提语修耶舍。大弟共诣耆闍崛山上。有所论说去来。修耶舍曰可尔。须摩提。即执弟手上山。既上山已。将至绝高崖头。便推置崖底。以石堆之。便即命绝。佛语舍利弗。汝知尔时长者须檀者不。则今父王真净是也。尔时子须摩提者。则我身是。弟修耶舍者。则今地婆达兜是。佛语舍利弗。我尔时贪财害弟。以是罪故。无数千岁。在地狱中烧煮。为铁山所堆。尔时残缘。今虽得阿惟三佛。故不能免此宿对。我于耆闍崛山。经行为地。婆达兕。举崖石长六丈广三丈。以掷佛头。耆闍崛山神。名金埤罗。以手接石。石边小片。迸堕中佛脚拇指。即破血出。于是世尊。即说宿命偈曰
　我往以财故　　杀其异母弟
　推着高崖下　　以石堆其上
　以是因缘故　　久受地狱苦
　于其地狱中　　为铁山所堆
　由是残余殀　　地婆达下石
　崖片落伤脚　　破我脚拇指
　因缘终不朽　　亦不着虚空
　当护三因缘　　莫犯身口意
　今我成尊佛　　得为三界将
　阿耨大泉中　　说此先世缘
佛语舍利弗。汝观如来。众恶已尽。诸善普具。诸天龙神。帝王臣民。一切众生。皆欲度之。尚有宿缘。不能得免。况复愚冥未得道者。舍利弗等。当学如是。莫犯身口意。佛说是已。舍利弗及五百罗汉。阿耨大龙王天龙鬼神干沓和阿须伦迦楼罗甄陀罗摩休勒。闻佛所说。欢喜受行